# Lancken-Granitz
Lancken-Granitz település Németországban, Mecklenburg-Elő-Pomeránia tartományban. Lakosainak száma 487 fő (2023. december 31.). Lancken-Granitz Zirkow, Binz és Sellin községekkel határos.

## Népesség
A település népességének változása:
| Lakosok száma | 413  | 435  | 487  | 491  | 487  |
|               | 2017 | 2019 | 2021 | 2022 | 2023 |